# Phthiracarus furcatus
Phthiracarus furcatus är en kvalsterart som först beskrevs av Kramer 1898.  Phthiracarus furcatus ingår i släktet Phthiracarus och familjen Phthiracaridae. Inga underarter finns listade i Catalogue of Life.